# Pilea stellarioides
Pilea stellarioides är en nässelväxtart som beskrevs av H. Winkl.. Pilea stellarioides ingår i släktet pileor, och familjen nässelväxter. Inga underarter finns listade i Catalogue of Life.